# 정엽 (가수)
정엽(본명: 안정엽, 1977년 2월 25일 ~ )은 대한민국의 가수, 작곡가, 작사가이며, 남성 4인조 보컬 그룹 브라운 아이드 소울의 리더이기도 하다.

## 생애
정엽은 대진대학교 미국학과를 졸업하였다. 2003년 브라운 아이드 소울 1집 《Soul Free》로 데뷔하였고, 2008년 솔로 음반인 정엽 1집 《Thinkin` Back On Me》를 발매하였다.

## 음반 목록

### 정규 음반
- 2008년 1집 《Thinkin` Back On Me》
- 2011년 2집 《Part I : Me》
- 2012년 2집 《Part II : 우리는 없다》
- 2015년 《Merry Go Round》

### 비정규 음반
- 2009년 《Nothing Better (서울 무림전 O.S.T ver.)》
- 2009년 《잘 지내》
- 2010년 《Love you / Without You》
- 2012년 《Beautiful Lady》
- 2012년 《꿈이었을까》 (with 박명수)
- 2013년 《향, 사랑을 부르다》
- 2013년 《거울속의 너》 (with 악퉁)

### 참여 음악
- 2006년 더 네임 《Second Chance To Fly》, 《아름다운 시절》
- 2008년 옥주현 《Remind》, 《마침내 우리》
- 2008년 에코브릿지 《Ordinarian》, 《니자리》
- 2009년 박주원 《집시의 시간》, 《Night In Camp Nou》
- 2009년 길미 《The 2nd Purple Dream Sound》, 《넌 나를 왜》
- 2010년 주형진 《Sweet Auteurism》, 《You》
- 2010년 명가 OST 《선》
- 2010년 제이 《SENTIMENTAL》, 《사르르》
- 2010년 서영은 《With》, 《이 거지 같은 말》
- 2010년 나쁜 남자 OST 《가시꽃》, 《혼잣말》
- 2010년 싸이 《PsyFive》, 《그래서 그랬어》
- 2010년 에코브릿지 《Fall-Ache》, 《나랑 가자》
- 2011년 49일 OST 《아무일도 없었다》, 《한 발짝도 난》
- 2011년 코쿠리쿠 언덕에서 OST 《이별의 여름》
- 2012년 The Romantic OST 《입 맞추고 싶어요》
- 2013년 너의 목소리가 들려 OST 《왜 이제야 왔니》
- 2015년 스파이 OST 《그림자》
- 2015년 상류사회 OST 《눈부신 하루》
- 2016년 닥터스 OST 《그 애 (愛)》
- 2016년 마음의 소리 (시트콤) OST 《설레》

### 브라운 아이드 소울 음반
- 2015년 브라운 아이드 소울 4집 《SOUL COOKE》
- 2014년 브라운 아이드 소울 4집 《Thank You Soul - side A》
- 2010년 브라운 아이드 소울 3집 《Brown Eyed Soul》
- 2008년 브라운 아이드 소울 《Brown Eyed Soul Christmas Concert Live 2007》
- 2007년 브라운 아이드 소울 2집 《The Wind, The Sea, The Rain》
- 2003년 브라운 아이드 소울 1집 《Soul Free》

## 방송

### 라디오 DJ
- 2010년 10월 19일 ~ 2014년 2월 3일 : MBC FM4U 《푸른밤》[5]
- 2015년 11월 2일 ~ 2016년 3월 25일 : SBS 파워FM 《파워 스테이지 더 라이브》
- 2016년 3월 28일 ~ 2016년 11월 27일 : SBS 파워FM 《정엽의 뮤직하이》
- 2022년 5월 16일 ~ 2023년 10월 15일 : SBS 러브FM 《정엽의 LP카페》
- 2023년 10월 16일 ~ : SBS 러브FM 《그대의 밤, 정엽입니다》

### 주요 출연 TV 프로그램
- 2011년 MBC 《나는 가수다》
- 2012년 MBC 《나는 가수다 II》

### 드라마
- 2023년 바바요 by iHQ 《린자면옥》

## 광고 내역
- 2011년 해태아이스크림 부라보콘
- 2011년 참이슬

## 수상 목록
- 2024년 SBS 연예대상 라디오 DJ상